# Philipp Franz von Siebold
Philipp Franz Balthasar von Siebold (17. února 1796, Würzburg – 18. října 1866, Mnichov) byl německý lékař a cestovatel. Byl jedním z prvních Evropanů, který učil západní medicínu v Japonsku, kde rovněž studoval japonskou floru a faunu. Nasbíral a do Evropy přivezl tisíce rostlin a živočichů. 
 Dříve byla užívána i zkratka Sieb.

## Vzdělání
Otcem Philippa Franze Siebolda byl lékař a první würzburský fyziolog (Johann Georg) Christoph von Siebold (1767-1798), který rozšířil lékařskou výuku na lékařské klinice Juliusspital a byl zakladatelem porodnice ve würzburském Freihausu v domě na Innerer Graben číslo 18 dne 17. prosince 1791. Sieboldovou matkou byla manželka jeho otce Apollonia, rozená Lotzová. Rodiče se vzali 19. ledna 1795 a krátce poté se přestěhovali do bytu ve würzburské Marktgasse. Siebold byl pokřtěn ve würzburském dómu v den svého narození.
Jeho dědečkem byl Karl Kaspar von Siebold, také lékař, svými současníky nazývaný chirurgus inter germanos princeps (tedy "hlavním chirurgem mezi Němci"). Ten byl zakladatelem lékařského rodu působícího ve všech německých zemích.
Po otcově brzké smrti se rodina v roce 1805 přestěhovala do Heidingsfeldu u Würzburgu, kde od roku 1809 převzal chlapcovu výchovu a podporu Franz Joseph Lotz, Apollonin bratr, který byl do Heidingsfeldu roku 1808 přeložen jako městský farář. Philipp Franz von Siebold a jeho matka u něj žili od roku 1809.
Philipp Franz von Siebold od 13 let navštěvoval latinskou školu a královské gymnázium, poté roku 1816 dokončil studium medicíny na univerzitě Julia Maxmiliána ve Würzburgu, kde se budoucí lékaři učili také botanice a přírodním vědám a etnologii. V tomto období také byli Sieboldové povýšeni do dědičného šlechtického stavu. Mezi jeho akademické učitele patřil anatom a fyziolog Ignác Döllinger. Roku 1820 se Siebold se stal doktorem medicíny, chirurgie a porodnictví. Přesnost, s níž se na univerzitě naučil kreslit tužkou, se v budoucnu ukázala jako neocenitelná při jeho cestách. Od roku 1816 byl členem Corps Moenania Würzburg a byl také členem Společnosti německých přírodovědců a lékařů.
Po dokončení doktorského studia v roce 1820 krátce působil jako praktický lékař v Heidingsfeldu. O dva roky později dostal nabídku od nizozemského vojenského vedení na místo štábního lékaře ve Východní Indii. O toto místo se ucházel se slovy:
| „ | Byla to přírodověda..., která mě předurčila k tomu, abych se vydal do jiných částí světa. Přírodověda také posoudí výsledky mých cest. | “ |

Službu v nizozemsko-indické armádě v Asii chápal jako možnost provádět přírodovědný výzkum v tehdejších nizozemských koloniích.

## Lékař
V roce 1822 byl povolán do Haagu, kde byl 21. července královským dekretem jmenován Chirurgijn-Majoor v nizozemsko-indické armádě. V témže roce byl také zvolen členem Německé akademie věd. Po svém uvedení do funkce strávil Siebold ještě krátký čas v Paříži, Frankfurtu a Bonnu, aby následně odcestoval přes Haag do Rotterdamu. Tam se nalodil na loď "jongen Adriane", což byla dobře vybavená fregata o výtlaku 400 tun pod velením kapitána Bonna. Posádka lodi čítala 29 osob a na palubě bylo také 100 vojáků, 4 důstojníci a několik žen a dětí.
Jakmile se začátkem dubna 1823 ocitl v Batávii, byl 18. dubna rozkazem generálního guvernéra přidělen k 5. dělostřeleckému pluku ve Weltefredenu. Po sotva měsíčním pobytu mu však guvernér Godert van der Capellen nabídl místo lékaře ve faktorii v Dedžimě. Do japonského přístavu Nagasaki Siebold dorazil 11. srpna téhož roku.
Západní medicína, věda, matematika i zbraně byly v Japonsku dlouho ceněny a vzdělaní Evropané byli žádaní jako poradci. Lékaři na Dedžimě, kteří neměli s obchodem nic společného, bývali zváni k vysoce postaveným japonským pacientům, což jim často dávalo příležitosti k navazování známostí a získávání informací a materiálů více než obchodnímu personálu.
Sieboldovy aktivity byly součástí tradice průzkumu země faktografickými lékaři Nizozemské východoindické společnosti, kterou v letech 1649/51 zahájil chirurg Caspar Schamberger. Na počátku 18. století položil významný milník lékař Engelbert Kämpfer (1651-1716) svou knihou Dějiny Japonska, vydanou v roce 1727. Ke konci téhož století způsobil senzaci švédský lékař Carl Peter Thunberg (1743-1828) vědeckým cestopisem "Flora Japonica".
Sieboldovy studie o japonské fauně a flóře a jeho obrovská sbírka přírodovědných a regionálních studií o Japonsku neztratily svou hodnotu ani v 21. století.

## První japonská cesta

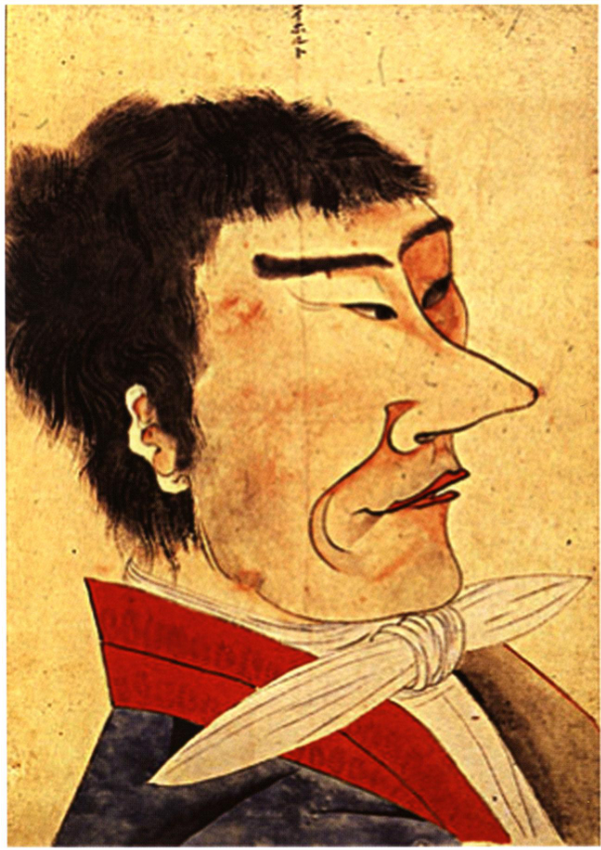
Philipp Franz von Siebold v roce 1826.

Sieboldův první pobyt v Japonsku se uskutečnil v Nagasaki a trval od 11. srpna 1823 do 2. ledna 1830. Tehdy směli oficiálně na japonskou půdu ze "západního světa" vkročit pouze Nizozemci. Sieboldovy znalosti nizozemštiny byly v době jeho příjezdu horší než znalosti japonských tlumočníků, ale i tak byl jeho příjezd mlčky akceptován.
Stejně jako téměř všichni jeho předchůdci navázal brzy dobré vztahy s japonskými učenci, lékaři a některými šlechtici, kteří se zajímali o novinky ze západu. Evropané pracující ve faktorii na ostrůvku Dedžima směli tento ostrov opustit jen jednou nebo dvakrát ročně na jednodenní výlety nebo při příležitosti oslav ve svatyni Suwa. Sieboldovi se podařilo získat svolení guvernéra Nagasaki zřídit jakousi školu na malém statku v nedalekém Narutaki. Tam pak každý týden vyučoval v nizozemštině západní přírodopis a medicínu. Výuka obvykle probíhala současně s ošetřováním pacientů, kteří přicházeli z blízkého i vzdáleného okolí. Zkušenosti mladého lékaře nebyly na takto komplexní medicínu vždy dostatečné, čehož si byl Siebold dobře vědom:
| „ | (25. února 1826) Brzy ráno přišli moji studenti a další lékaři z okolí se svými pacienty a žádali mě o radu a pomoc. Šlo jako obvykle o chronické, zanedbané a nevyléčitelné nemoci a pracné konzultace si vyžádaly mnoho času a trpělivosti. Vše jsem dělal kvůli svým studentům, jejichž dobrá pověst by utrpěla, kdyby jejich pacienti, které ke mně odkládali a často přiváželi ze vzdálených míst, bezmocně odešli. Často jsem tedy musel proti své vůli hrát šarlatána. | “ |

Jeho terapeutické postupy často nevybočovaly z rámce, který nastavili jeho předchůdci. Siebold sice přivezl vakcínu proti neštovicím, kterou si vyžádal bývalý vedoucí faktorie Jan Cock Blomhoff. Pokusy o očkování ale stejně jako předchozí očkování provedené na Blomhoffův pokyny byly neúspěšné kvůli nepoužitelnému séru. Od počátku nevybíral Siebold za léčbu nemocných žádné poplatky. Pacienti se nicméně snažili vyjádřit svou vděčnost prostřednictvím darů a protože Sieboldovy zájmy brzy vešly ve známost, dostával četné předměty do své etnografické a přírodovědné sbírky.

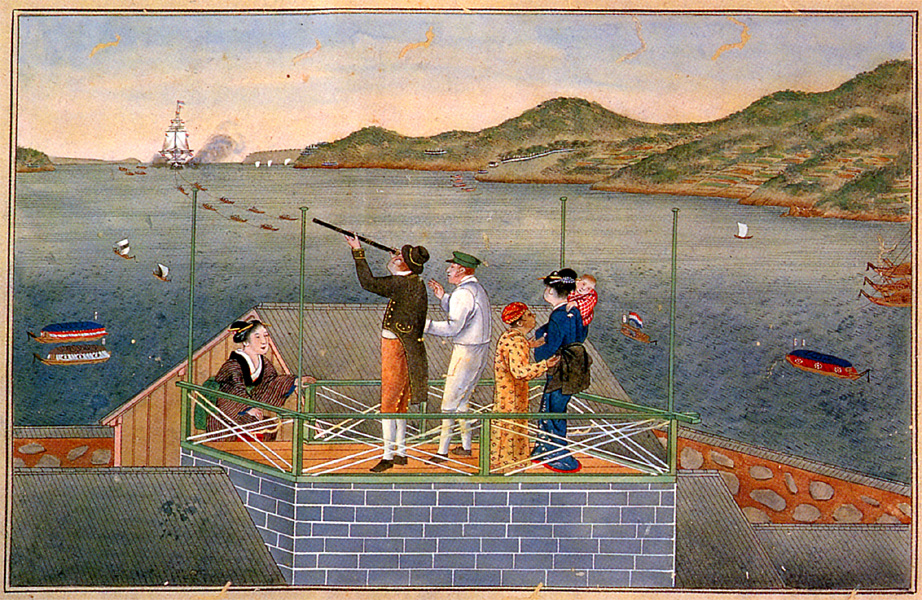
Obraz zobrazující Philippa Siebolda s dalekohledem, nizozemský personál faktorie v Dedžimě a Sieboldovu japonskou manželku Kusumoto Otaki s jejich malou dcerkou Ine Kusumoto, jak pozorují připlouvající nizozemskou plachetnici. Loď je do přístavu tažena veslicemi. Obraz namaloval Keiga Kawahara.

Od 17. století byl prodej všech japonských děl týkajících se správy, topografie, historie země, náboženství, válečného umění a života na dvoře cizincům přísně zakázán. Při odjezdu byly také zabavovány náboženské předměty, zbraně, mince, mapy a dokonce i miniatury. Přesto se Sieboldovi takto podařilo shromáždit bohatou sbírku. Speciálně pro tento účel najatí lovci se potulovali po lesích a jím poučení asistenti preparovali těla a kostry zoologické kořisti. Sieboldovi žáci měli dostatek příležitostí pozorovat, jak Evropan postupuje při poznávání země a jejích obyvatel. Cennou pomocí mu bylo také psaní "disertačních prací" na nejrůznější domorodá témata v nizozemštině.
V roce 1826 se ředitel faktorie, jako každé čtyři roky, vydal do Eda, aby vyjádřil úctu šógunovi. Od 17. století se těchto cest účastnil také faktorijní lékař a dva až tři další Evropané. S početnou skupinou japonského doprovodu cestovali po zemi z Nagasaki do Kokury (po cestě Nagasaki Kaidó) do Šimonoseki, odkud výprava pokračovala lodí do Ósaky. Následně pak putovali po slavné Tókaidó do Eda. Vrcholem návštěvy byla návštěva vedoucího faktorie Johana Willema de Sturlera u šóguna Ienariho Tokugawy. Taková cesta byla pro několik vybraných Evropanů jedinou příležitostí seznámit se s vnitrozemím země. Stejně jako dříve Engelbert Kämpfer a Carl Peter Thunberg i Siebold této příležitosti využil.
V té době žilo v Edu několik vzdělaných „holandských učenců“ (rangakuša) s dobrou znalostí nizozemštiny, kteří se svolením úřadů navštívili ubytovací zařízení delegace, tzv. ubytovnu Nagasaki (Nagasakija). Siebold ve svém díle Nippon popisuje také návštěvy vysoce postavených, zvídavých osobností, jakými byli Nakacu Okudaira Masataka a jeho otec, vládce Sacumy Šigehide Šimazu.
Stejně jako Kämpfer a další cestovatelé si i Siebold rychle všiml, že ačkoli existují přísná nařízení a pokyny, které mají zabránit kontaktům s cizinci, v každodenním životě se dodržují jen občas:
| „ | Cizincům je přísně zakázáno prozkoumávat zemi, pátrat po státním či církevním zřízení, válečném systému nebo dalších politických poměrech a institucích. Nejpřísnější zákony zakazují poddaným, aby cizince o těchto věcech informovali nebo jim dokonce v jejich pátrání jakkoli pomáhali. Naši japonští společníci jsou zavázáni k přísnému dodržování těchto předpisů a přísně vzato nám nesmějí a nemohou dovolit překročit hranice doslovného zákona, aniž by riskovali vlastní existenci. Tito lidé, kteří si díky kontaktu se vzdělanými Evropany rozšířili okruh svých politických názorů a až příliš dobře poznali úzkoprsost takovýchto opatření ze strany své vlády, se však ve většině případů pouze drží formy zákona a pokud možno se na nás dívají skrz prsty. Bez takové shovívavosti by byl jakýkoli vědecký výzkum v Japonsku pro cizince naprosto nemožný, protože přísně vzato je jakýkoli kontakt s touto zemí a jejími obyvateli zakázán. | “ |

Nippon: Atlas Japonska vydaný Philippem Sieboldem v Leidenu, Nizozemsko, vydaný v devíti částech mezi lety 1832-1852. Velmi podrobný a bohatě ilustrovaný atlas byl zdaleka nejlepší evropskou studií o historii, etnografii, geografii, flóře a fauně Japonska a Koreje, která byla v polovině 19. století v Evropě k dispozici. Ilustrace a náčrty Kawahara Keiga.

Okruh Japonců, kteří jsou považováni za přímé Sieboldovy studenty, čítá 53 osob. Kromě toho zde bylo asi 25 japonských učenců, převážně stoupenců holandských studií (Rangaku), několik japonských panovníků a nelze opomenout malíře Keigu Kawaharu, který již dříve pracoval pro Johana Frederika van Overmeera Fischera a nyní pro Siebolda vytvořil sérii obrazů.

### Japonská družka
Evropským ženám byl vstup na Dedžimu zakázán. Někteří lépe situovaní zaměstnanci tedy navázali dočasné vztahy s místními ženami z nagasacké čtvrti Marujama. Siebold k takovým patřil, navázal vztah se Sonogi O-Taki (později Kusumoto Taki, 楠本滝, 1807-1865), po níž pojmenoval jeden druh hortenzie jako Hydrangea Otaksa (dnes: Hydrangea macrophylla). V roce 1827 se jim narodila dcera Ine Kusumoto (O-Ine), která stejně jako její matka musela podle japonských předpisů zůstat v zemi, když Siebold odcestoval zpět do Evropy.

### Sieboldova aféra
Sieboldova oficiální služba v Japonsku skončila v roce 1828. Jím nashromážděné sbírky byly naloženy víceméně v utajení, ale 10. srpna, krátce před odjezdem, byla již naložená loď Cornelius Houtman vržena tajfunem na břeh. Když byl náklad vytažen na břeh, aby bylo možno loď znovu dostat na hladinu, nešlo přehlédnout, že Sieboldova zavazadla obsahovala mapy a další předměty, jejichž vývoz byl přísně zakázán. Tato takzvaná "Sieboldova aféra" měla pro něj a okruh jeho známých vážné důsledky. Asi padesát lidí, kteří s ním byli v úzkém kontaktu, bylo přísně potrestáno, včetně vyhnanství. Astronom Kagejasu Takahaši, který Sieboldovi poskytl nejnovější mapy od Inó Tadataky výměnou za Kruzenšternovu zprávu o jeho cestě kolem světa, zemřel ve vězení. Jeho tělo bylo až do vynesení rozsudku uloženo do solného roztoku. Siebold se ke své vině přiznal, ale neuvedl žádné jméno a zároveň požádal o naturalizaci. Po dlouhém vyjednávání byl nicméně 22. října 1829 doživotně vypovězen z Japonska. Jeho loď odplula 2. ledna 1830.

## Práce a působení v Evropě

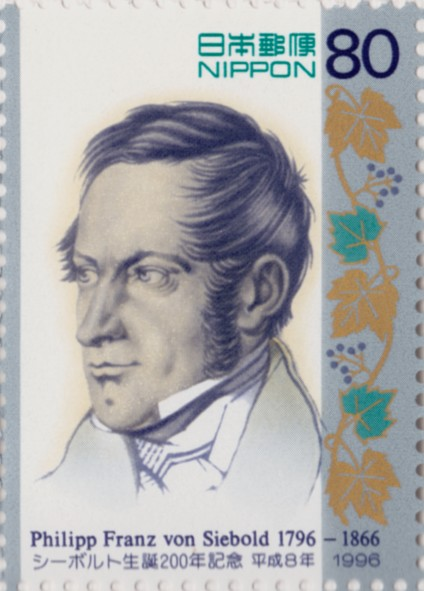
Sieboldova pamětní známka, Japonsko 1996

Po návratu udělila nizozemská vláda Sieboldovi neomezenou dovolenou k uspořádání a analýze dovezených sbírek. Po dokončení uspořádání svých sbírek se Siebold věnoval vydávání svých prací. Fauna Japonica (Mammalia, Aves, Pisces, Reptilia), napsaná s pomocí Coenraada Jacoba Temmincka, Hermanna Schlegela a Wilhema de Haana a Flora Japonica, vydaná společně s Josephem Gerhardem Zuccarinim, způsobily mezi přírodovědci senzaci. Vydal také Atlas japonského císařství a obsáhlé dílo Nippon. Archiv zur Beschreibung Japans, které vydal v devíti částech v letech 1832-1858.
Sieboldova společnost založená v roce 1839 a Sieboldova aklimatizační zahrada v Leidenu přinesly do Evropy mnoho významných zahradních rostlin, jako jsou hortenzie, bohyška, pavlovnie plstnatá a křídlatka japonská, která jsou v Německu již běžné jako invazní nepůvodní druhy.
Siebold je dnes považován za průkopníka japanologie. Byla mu nabídnuta profesura japanologie v Bonnu, která by byla první takového druhu v Evropě, on ji ale odmítl.

## Rodina
V roce 1845 se Siebold v Berlíně oženil s Helenou von Gagern (1820-1877), dcerou Idy von Brauchitsch a neumarského rytířského rady Gustava von Gagern-Rehfeld. Z tohoto manželství se narodili tři synové a dvě dcery:
- Alexander George Gustav (1846-1911)
- Helene (1848-1927)
- Mathilde (1850-1906)
- Heinrich Philipp (1852-1908)
- Maximilian (1854-1887)

## Druhá japonská cesta
V roce 1858 japonská vláda konečně povolila Sieboldovi návrat do země. Mezitím se Siebold stačil v Evropě proslavit jako japonský badatel a zprávy o tom se donesly i do Japonska. Ve skutečnosti doufal, že se do Japonska přestěhuje jako generální konzul, ale Nizozemská východoindická společnost prošla v roce 1855 řadou změn, a tak se do Japonska vydal jako její "agent". Během tohoto druhého pobytu, během kterého byl v oficiální funkci od 4. srpna 1859 do konce dubna 1862, se přirozeně znovu setkával s bývalými studenty a svou dcerou Ine Kusumoto. Siebold opustil zemi 24. listopadu 1862. O rok později byl na vlastní žádost propuštěn z nizozemské státní služby.

## Úmrtí
Během svého pobytu ve východní Asii nashromáždil Siebold v souladu se svými encyklopedickými ambicemi nespočet artefaktů z umění i každodenního života. Po návratu do Evropy část sbírek prodal, mimo jiné i na královské a císařské dvory v Nizozemsku a ve Vídni. Výtěžek mu umožnil pohodlný "rentiérský život", který vyplnil především botanickými studiemi. Jeho artefakty dodnes tvoří základ japonských sbírek několika významných evropských muzeí (např. etnologických muzeí v Leidenu a Mnichově).
Siebold zemřel v roce 1866 v Mnichově. Jeho hrob se nachází na Starém jižním hřbitově v Mnichově (hřbitov 33 - řada 13 - místo 5).
V roce 1896 se u příležitosti stého výročí jeho narození konala v Tokiu v tradičním hotelu "Ueno Seiyōken" vzpomínková slavnost.